# 川島正夫
川島 正夫（かわしま まさお、1935年3月24日 - 2014年6月27日）は、日本の実業家、公認会計士。ピー・シー・エー創業者・元代表取締役会長兼社長。元日本パーソナルコンピューターソフトウェア協会会長。元関東ITソフトウェア健康保険組合理事長。

## 人物・来歴
1960年中央大学法学部卒業、プライスウォーターハウス会計事務所入所。1965年川島公認会計士事務所開設。1980年ピー・シー・エーを設立し、代表取締役社長に就任。1995年通商産業大臣表彰受賞。
2000年ピー・シー・エー代表取締役会長、日本パーソナルコンピューターソフトウェア協会会長、ソフトウェア情報センター理事、公認会計士白門会会長。
2006年ピー・シー・エー代表取締役会長兼務社長に復帰。2010年ピー・シー・エー取締役相談役に退いた。関東ITソフトウェア健康保険組合理事長なども務めた。2014年肺炎のため死去。護国寺桂昌殿で葬儀・告別式が行われた。

## 著書
- 『パソコンソフトウェアの会計と管理』（井上久弥, 櫻井通晴, 根岸邦彦と共著）中央経済社 1997年